# جزیره بایلت
جزیره بایلت (به انگلیسی: Bylot Island) یک جزیره در کانادا است که در نوناووت واقع شده‌است.

## خصوصیات
جزیره بایلت Uninh نفر جمعیت دارد و ۱٬۹۵۱ متر بالاتر از سطح دریا واقع شده‌است.